# (1897) Hind
(1897) Hind es un asteroide perteneciente al cinturón de asteroides descubierto por Luboš Kohoutek el 26 de octubre de 1971 desde el observatorio de Hamburgo-Bergedorf, Alemania.

## Designación y nombre
Hind se designó al principio como 1971 UE1.
Más tarde, a propuesta de Brian Marsden, fue nombrado en honor del astrónomo británico John Russell Hind (1823-1895), descubridor de diez asteroides entre 1847 y 1854.

## Características orbitales
Hind orbita a una distancia media de 2,283 ua del Sol, pudiendo alejarse hasta 2,608 ua. Tiene una excentricidad de 0,1427 y una inclinación orbital de 4,054°. Emplea en completar una órbita alrededor del Sol 1260 días.